# Julián Ibáñez
Julián Ibáñez (Santander, 1940) es un escritor español de novela negra de finales del siglo XX y principios del XXI.

## Biografía
De niño fue enviado a un seminario de jesuitas en Carrión de los Condes, a pesar de ser ateo desde siempre, y de que sus padres,que vivían en Madrid, eran maestros del bando perdedor de la guerra.
Estudió Ciencias en la Universidad de Valladolid y guion en la Escuela Oficial de Cine de Madrid.
Se pasó 12 años viajando y viviendo por Europa, trabajando en los más diversos oficios: de vendimiador en Francia, trabajando con visones en Suecia, recolector de patatas en Inglaterra, friegaplatos, etc. De vuelta a España trabajó en la industria del cine como meritorio y ayudante de dirección, y escribiendo guiones.
Actualmente reside en el pueblo de Argés (Toledo), dedicado a la escritura y la pesca.

## Carrera literaria
Sus obras se empezaron a publicar en los años 80 del siglo XX, lo que lo sitúa entre los renovadores del género negro que surgieron al acabar el régimen franquista, como Vázquez Montalbán, Madrid, Martín, Fuster, Pérez Merinero o González Ledesma. El autor se distingue en ese grupo por ser el más negro de los autores negros, situando sus obras en ambientes muy sórdidos y marginales, donde los personajes se dedican a sobrevivir y donde reina la violencia, aunque Ibáñez no se explaya en esa violencia, utiliza la justa y necesaria. A pesar de esa oscuridad, sus novelas están llenas de imágenes y poseen un fino sentido del humor y un ritmo trepidante. Según Paco Camarasa, sus novelas son cortas pero densas.
El autor distingue claramente entre la novela deductiva o novela enigma (como él llama a lo que vendría a ser la clásica novela detectivesca) y la novela negra. Según Ibáñez, «...el argumento es casi incompatible con la novela negra»; por eso cree que «La novela negra son ambientes, personajes, situaciones, diálogos, etc... no el argumento (eso se lo regalamos a la novela deductiva)».
El escritor Paco Gómez Escribano afirma que «(...) no le interesan las tramas complicadas ni los enigmas sofisticados. A él sólo le interesan sus personajes y sus territorios».
Los personajes de sus novelas están tallados con cincel, y las protagonizan diferentes versiones del mismo tipo duro y patético que no se preocupa más que del presente. Afirma José Luis Muñoz que son personajes lacónicos y descritos con sólo unas pinceladas. Esos personajes (entre los que hay que citar a Ferreol, Bellón y Novoa, especialmente) son tipos duros de verdad, aunque a veces se enamoren o tengan momentos de flaqueza, pero nunca se dejarán ver en esas circunstancias. Son gente que está en el sistema, pero mucho más cercanos a las alcantarillas que a los despachos. Para Carlos Zanón «(...)son tipos solitarios, secos de pasta y sentimientos, sin pasado ni futuro (uno por olvidable y el otro por puro realismo), sin colegas ni paraguas social, amistoso o familiar.»
En cuanto a los ambientes, hay que distinguir dos muy usados por Ibáñez en su obra: Bilbao y la meseta castellana. Según el autor, Bilbao era perfecta para el género negro por su luz mezclada con contaminación. Otras novelas las ambienta en ciudades medianas o pequeñas de la meseta castellana y sus alrededores, con numerosas ambientaciones en bares de carretera o clubs de alterne, por lo general cutres y desfasados. Según otro clásico de la novela negra como  Taibo II, «En Julián hay una extrañísima España profunda, llena de páramos, invisibles estaciones de servicio, pueblos fantasma, zonas intermedias entre el mundo de lo criminal y lo cotidiano».
Julián Ibáñez se reconoce muy influenciado por Chandler. Según él, empezó a escribir novela negra tras leer en un libro de cartas de Chandler el siguiente consejo para un aspirante a escritor: "analiza e imita". Al redactar una secuencia de uno de sus propios guiones con ese estilo Chandler, se dio cuenta de que le encantaba. Respecto a otros autores más recientes, cita las primeras obras de James Ellroy, y a los españoles Andreu Martín y Carlos Pérez Merinero.

## Obras

### Novela negra
| Título                                       | Año  | Editorial                                 | Serie               | Notas |
| -------------------------------------------- | ---- | ----------------------------------------- | ------------------- | --- |
| La triple dama                               | 1980 | Sedmay 978-84-7380-451-6                  | Ferreol             | |
| La recompensa polaca                         | 1981 | Debate 978-84-7444-049-2                  |                     | |
| No des la espalda a la paloma                | 1983 | Fórum 978-84-85604-50-0                   | Ferreol             | Premio Moriarty |
| Mi nombre es Novoa                           | 1986 | Júcar 978-84-334-3604-7                   | Novoa 1             | |
| Tirar al vuelo                               | 1986 | Júcar 978-84-334-3620-7                   | Novoa 2             | |
| Llámala Siboney                              | 1988 | Júcar 978-84-334-3678-8                   | Novoa 3             | |
| Doña Lola                                    | 1991 | Júcar 978-84-334-3736-5                   | Novoa 4             | |
| Bar Babilonia                                | 1992 | Libertarias 978-84-7683-175-5             |                     | |
| Y a ti,¿dónde te entierro hermano?           | 1994 | Vosa 978-84-86293-97-0                    | Novoa 5             | |
| El soplón                                    | 2000 | Cuadernos del Laberinto                   | Bellón 1            | También publicado como Se busca |
| Club Barbie                                  | 2001 | Novalibro 978-84-8492-010-6               |                     | |
| Entre trago y trago                          | 2001 | Alrevés 978-84-937435-7-4                 | Bellón 2            | |
| La miel y el cuchillo                        | 2003 | Umbriel 978-84-95618-65-8                 | Bellón 3            | Mención especial del Premio Umbriel |
| Que siga el baile                            | 2006 | Barataria 978-84-95764-41-6               |                     | |
| El invierno oscuro                           | 2008 | Multiversa 978-84-946208-9-8              |                     | Premio Rejadorada |
| El baile ha terminado                        | 2009 | Roca 978-84-92429-82-0                    |                     | Premio L'H Confidencial |
| Perro vagabundo busca a quien morder         | 2009 | Alrevés 978-84-937435-0-5                 |                     | |
| Calle de la intranquilidad                   | 2010 | Alrevés 978-84-937920-7-7                 |                     | |
| Giley                                        | 2010 | RBA 978-84-9867-809-3                     |                     | |
| El viejo muere, la niña vive                 | 2014 | Cuadernos del Laberinto 978-84-941902-4-7 | Bellón 4            | |
| Todas las mujeres son peligrosas             | 2015 | Cuadernos del Laberinto 978-84-943165-0-0 | Bellón 5            | |
| Gatas salvajes                               | 2015 | Cuadernos del Laberinto 978-84-944036-3-7 | Bellón 6            | IV Premio Pata Negra |
| Canino                                       | 2016 | Cuadernos del Laberinto 978-84-945357-6-5 | Bellón 7            | |
| Las pelirrojas no se arrojan al vacío        | 2016 | Cuadernos del Laberinto 978-84-945530-3-5 |                     | Aparece Bellón, pero la editorial no la cuenta como parte de la serie. |
| El matón al que engañaban las mujeres        | 2017 | Cuadernos del Laberinto 978-84-946262-4-1 | Bellón 8            | |
| Todo Bellón                                  | 2017 | Cuadernos del Laberinto 978-84-947595-1-2 | Bellón-Recopilación | Incluye: Entre trago y trago, La miel y el cuchillo, El soplón, El viejo muere, la niña vive, Todas las mujeres son peligrosas, Gatas salvajes, Canino y El matón al que engañaban las mujeres. |
| Violentamente pelirroja                      | 2018 | Cuadernos del Laberinto 978-84-948260-4-7 | Bellón 9            | |
| La catequista                                | 2018 | Cuadernos del Laberinto 978-84-949275-7-7 | Bellón 10           | |
| Yo fui mercader de mujeres                   | 2019 | Cuadernos del Laberinto 978-84-120563-2-7 | Bellón 11           | |
| La noche se llenó de sirenas                 | 2020 | Cuadernos del Laberinto 978-84-122076-3-7 | Bellón 12           | |
| Todo Bellón 2                                | 2021 | Cuadernos del Laberinto 978-84-18997-08-2 | Bellón-Recopilación | Incluye: La traición del mirlo blanco, El atraco, La noche se llenó de sirenas, Yo fui mercader de mujeres, La catequista, Violentamente pelirroja, Las pelirrojas no se arrojan al vacío.      |
| Las pelirrojas nunca se marchitan            | 2022 | Cuadernos del Laberinto 978-84-18997-24-2 | Bellón 15           | |
| La banda                                     | 2022 | Cuadernos del laberinto 978-84-18997-30-3 | Bellón 16           | |
| Atrapado                                     | 2023 | Cuadernos del Laberinto 978-84-18997-33-4 | Bellón 17           | |
| Rata contra madame en el metro de Nueva York | 2024 | Cuadernos del Laberinto 978-84-18997-70-9 |                     | |

### Novela infantil y juvenil
- La coneja Caravieja. 1991. Júcar.
- No hay semáforos para los pumas. 1995. Edebé.
- No dispares contra Caperucita. 1997. SM.
- Arriba las manos Blancanieves. 2001. SM.
- Cerdos. 2001. SM.
- Manuela Scarface. 2001. SM.
- Me gusta ayudar a las pelirrojas. 2001. Edelvives.
- Los gorilas no bromean con la corbata. 2006. Algaida. IV Premio de Narrativa Juvenil Corpus Barga.
- Crimen supertranquilo. 2007. Covarrubias.
- El beso del samurái. 2009. Covarrubias.

## Premios
- Premio Moriarty 1983 por No des la espalda a la paloma.[14]
- IV Premio de Narrativa Juvenil Corpus Barga 2006 por Los gorilas no bromean con la corbata.
- IV Premio Rejadorada 2007 por El invierno oscuro.[15]
- Premio L'H Confidencial 2009 por El baile ha terminado.[16]
- Premio Novelpol Honorífico 2015 por toda su obra.[17]
- IV Premio de Novela Pata Negra 2016 por Gatas salvajes.[18]
- I Premio Castelló Negre 2017 por su trayectoria en la literatura de género negro.[19]
- IV Premio Negra y Criminal del Festival Atlántico de Género Negro Tenerife Noir 2019 por su trayectoria.[20]
- Premio al personaje histórico de novela negra de Cubelles Noir 2020 por Bellón.[21]